# Cormoret
Cormoret je obec v okrese Bernský Jura v kantonu Bern ve Švýcarsku. Žije zde 491 obyvatel.

## Geografie

Letecký pohled (Cormoret vlevo, 1949)

Cormoret leží v nadmořské výšce 706 m, 15 km západoseverozápadně od města Biel a 1 km západně od okresního města Courtelary. Obec se rozkládá po obou březích toku řeky Suze (německy Schüss) v centrální části údolí Vallon de Saint-Imier.
Území obce o rozloze 13,4 km² se rozkládá na poměrně úzkém úseku dna údolí Vallon de Saint-Imier. Dno údolí Suze zaujímá centrální část. U Cormoret se do Suze zleva vlévají dva krátké boční potoky Dou a Raissette, které pramení v krasových pramenech. Oba vodní toky slouží jako zdroj energie a pro zásobování vodou.
Na severu zasahuje území obce do antiklinály Montagne du Droit (až 1268 m n. m.) a do sníženiny u Les Breuleux. Na jihu se území Cormoret rozkládá až k výšinám masivu Chasseral a k 1607 m vysokému vrcholu Chasseral (nejvyšší bod obce). Na hřebeni masivu Chasseral došlo během milionů let k rozpadu a erozi tvrdé nadložní horniny, která vytvořila severní a jižní hřeben. Mezi nimi se nachází antiklinální údolí, které již bylo erodováno až k další vrstvě tvrdé horniny. Tato klenba tvoří třetí široký hřbet mezi oběma vnějšími hřbety, Petit Chasseral (1572 m n. m.). Na širokých hřebenech Montagne du Droit a řetězce Chasseral se nacházejí rozsáhlé jurské vysokohorské pastviny s typickými mohutnými smrky, které zde stojí buď jednotlivě, nebo ve skupinách. Výšiny Chasseral a Petit Chasseral jsou již nad hranicí regionálního lesa. V roce 1997 byla 3 % rozlohy obce pokryta zastavěnou plochou, 44 % lesy a lesními porosty, 52 % zemědělstvím a o něco méně než 1 % neproduktivní půdou.
Cormoret zahrnuje také vesničku Mont Crosin v nadmořské výšce 1177 m na horním jižním svahu Montagne du Droit u hlavní silnice ze Saint-Imier do Tramelanu, četné jednotlivé farmy roztroušené v údolí a na vrcholcích Jury a průmyslovou osadu Le Torrent západně od obce. Sousedními obcemi Cormoret jsou Villeret, Nods a Courtelary v kantonu Bern a Les Breuleux v kantonu Jura.

## Historie
První doložená zmínka o obci, již pod současným názvem Cormoret, pochází z roku 1178, kdy klášter Saint-Imier vlastnil pozemky v Cormoret. Až do roku 1797 patřila obec k panství Erguel v basilejském knížecím biskupství, i když určitý vliv zde po určitou dobu mělo i město Biel. V roce 1795 zničil požár vesnice řadu domů. V letech 1797-1815 patřil Cormoret k Francii a zpočátku byl součástí départementu Mont-Terrible, který byl v roce 1800 sloučen s départementem Haut-Rhin. Na základě rozhodnutí Vídeňského kongresu v roce 1815 se obec stala součástí okresu Courtelary v kantonu Bern. Ten byl v roce 2010 začleněn do okresu Bernský Jura.

## Obyvatelstvo
| Vývoj počtu obyvatel | Vývoj počtu obyvatel | Vývoj počtu obyvatel | Vývoj počtu obyvatel | Vývoj počtu obyvatel | Vývoj počtu obyvatel | Vývoj počtu obyvatel | Vývoj počtu obyvatel | Vývoj počtu obyvatel | Vývoj počtu obyvatel | Vývoj počtu obyvatel | Vývoj počtu obyvatel | Vývoj počtu obyvatel |
| -------------------- | -------------------- | -------------------- | -------------------- | -------------------- | -------------------- | -------------------- | -------------------- | -------------------- | -------------------- | -------------------- | -------------------- | -------------------- |
| Rok                  | 1800                 | 1850                 | 1880                 | 1900                 | 1910                 | 1930                 | 1950                 | 1960                 | 1970                 | 1980                 | 1990                 | 2000                 |
| Počet obyvatel       | 275                  | 478                  | 610                  | 669                  | 746                  | 737                  | 663                  | 633                  | 641                  | 516                  | 541                  | 530                  |

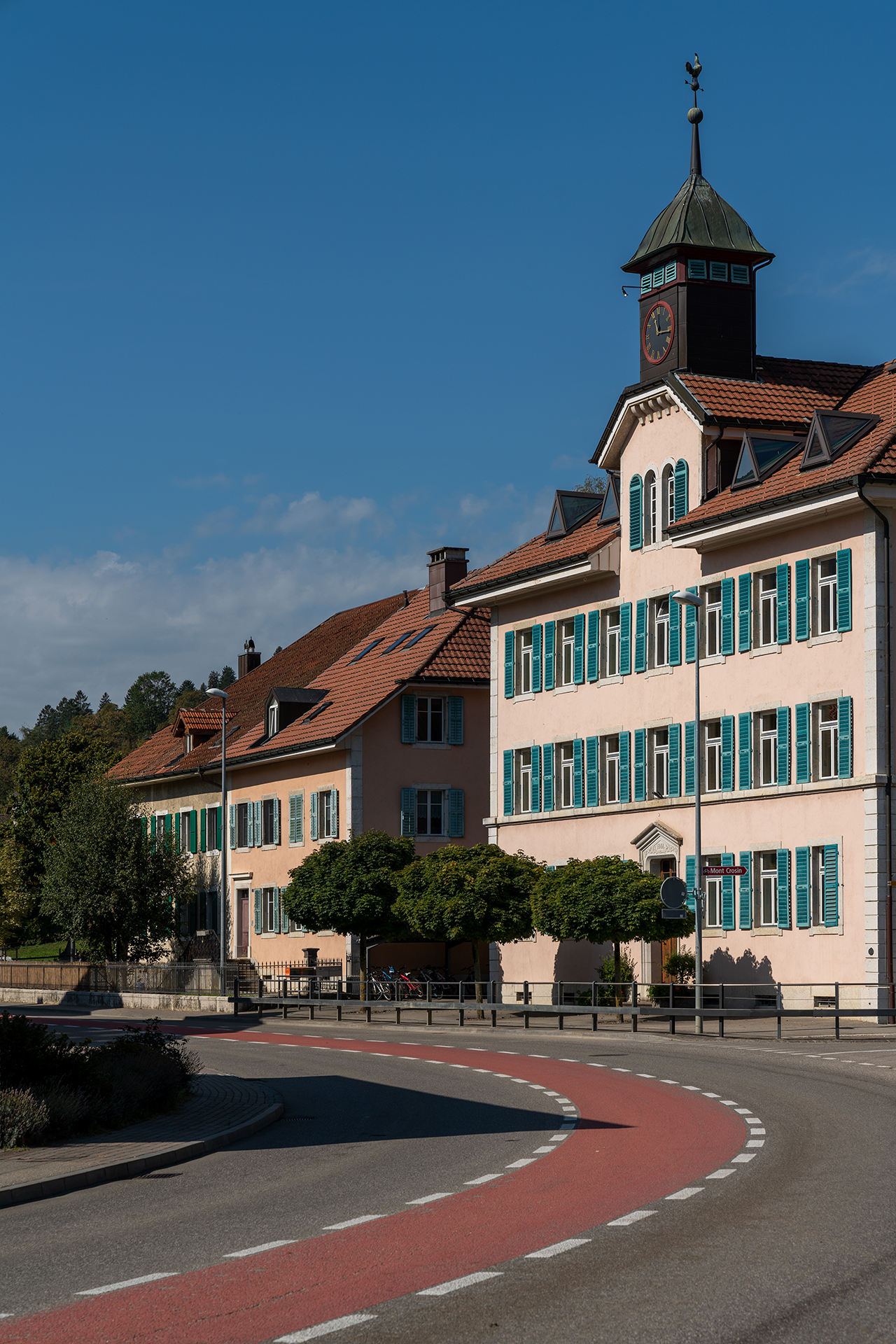
Škola a radnice

Z celkového počtu obyvatel je 86,6 % francouzsky mluvících a 11,7 % německy mluvících (stav k roku 2000). Od té doby se výrazně snížil. Po roce 2000 se Cormoret rozrůstá společně se sousední obcí Courtelary.

## Hospodářství
Cormoret byl až do konce 19. století převážně zemědělskou obcí s několika mlýny na řece Schüss a jejích přítocích. Přibližně od roku 1880 se v Cormoretu prosadil také hodinářský průmysl, což vedlo k hospodářskému rozmachu; poslední hodinářská továrna byla uzavřena v roce 1983. Dnes se v obci nachází továrna na výrobu strojů. Důležitou roli stále hraje zemědělství s chovem dobytka a mlékárenstvím, v nižších polohách i některé druhy orné půdy.

## Doprava
Obec má dobré dopravní spojení. Leží na hlavní silnici 30 z Biel/Bienne do La Chaux-de-Fonds.
Železniční trať z Bielu do Les Convers se zastávkou v Cormoret byla otevřena 30. dubna 1874.